# لاریدو (میزوری)
لاریدو (به انگلیسی: Laredo) یک شهر در ایالات متحده آمریکا است که در شهرستان گراندی، میزوری واقع شده‌است. لاریدو ۰٫۷۳ کیلومتر مربع مساحت و ۱۹۸ نفر جمعیت دارد و ۲۴۴ متر بالاتر از سطح دریا قرار دارد.